# Kafana Tri lista duvana
La kafana Tri lista duvana (en serbe cyrillique : Кафана Три листа дувана ; en serbe latin : Kafana Tri lista duvana) est située à Belgrade, la capitale de la Serbie, dans la municipalité urbaine de Vračar. Construite en 1932, elle est inscrite sur la liste des biens culturels de la ville de Belgrade.

## Présentation
La kafana Tri lista duvana était à l'origine un immeuble à double fonction, résidentielle et commerciale. située à l'angle du 18 Bulevar kralja Aleksandra (le « Boulevard du roi Alexandre ») et de la rue Kneza Miloša. L'immeuble a été construit en 1882, la même année où Kosta Lazarević a reçu l'autorisation d'ouvrir une kafana à cet endroit.
La façade décorée distingue le bâtiment de son environnement. Le rez-de-chaussée a d'abord accueilli une taverne et, après des modifications, il a accueilli différents locaux.
Au rez-de-chaussée se trouvent des fenêtres dont le contour est décoré. L'espace entre ces ouvertures est séparé par des pilastres surmontés de chapiteaux composites. La façade principale est mise en valeur par un attique et par un balcon en fer forgé au niveau du rez-de-chaussée.
Ilija et Petar Hadzi Galić ont acheté la propriété de Lazarević en 1928 et y ont apporté des modifications. selon un projet de Borivoje Gadžić. Le département de géodésie du ministère de la défense était situé au rez-de-chaussée, comme la kafana Tri lista duvana. La première ligne téléphonique de Belgrade, longue de 300 m a été installée dans ce bâtiment. Dans les années 1920, la kafana Tri lista duvana fut un des établissements les plus célèbres de Belgrade dans le secteur du Bulevar kralja Aleksandra et des rues Kneza Miloša, Krunska et Resavska.